# ديبو موني
ديبو موني هي سياسية بنغلاديشية من حزب رابطة عوامي ولدت في يوم 8 ديسمبر 1965 في إقليم تشاندور في بنغلاديش. أكملت دراسة التمريض في الجامعة الوطنية. حصلت بعد ذلك على منحة للدراسة في الولايات المتحدة وحصلت على شهادة الاستاذية في الطب من جامعة جونز هوبكينز. وثم حصلت على شهادة القانون أيضاً من جامعة لندن. أنتخبت كعضوة في البرلمان في سنة 2009. وفي نفس السنة اختارها الرئيس محمد ظل الرحمن لتكون وزيرة الخارجية حتى سنة 2013. في سنة 2019 اختارها الرئيس محمد عبد الحامد كوزيرة للتعليم.